# Micrempis lutescens
Micrempis lutescens är en tvåvingeart som först beskrevs av Mario Bezzi 1904.  Micrempis lutescens ingår i släktet Micrempis och familjen puckeldansflugor. Inga underarter finns listade i Catalogue of Life.